# Казімєж Антоній Санґушко
Казімєж Юзеф Антоній Санґушко гербу Погоня Литовська (нар. 1677 — пом. 30 травня 1706, Біла Підляська) — князь, державний діяч Великого князівства Литовського та Речі Посполитої, маршалок надвірний (1702—1706) і великий (1703) литовський; староста підусвятський і больніцький.

## Життєпис
Казімєж Антоній народився 1677 року, був середньою дитиною князя, суразького старости Ієроніма Санґушка та Констанції з Сапігів. Мав також старшу сестру Анну Катажину та молодших сестру Кристину та брата Павла Кароля. На честь його народження мати 1679 року заснувала домініканський монастир у Смолянах.
1685 року, після смерті батька, опіку над Казімєжем, його матір'ю та братом і сестрами взяли на себе брати Констанції — Францішек Стефан і Леон Базилій Сапіги, а після їхньої смерті 1686 року, ймовірно, інший дядько, Бенедикт Павел.
1689 року свою працю «Універсальна філософія» присвятив «на безсмертну честь і славу найпіднесенішого і світлого Казімєжа Юзефа Антонія Санґушка, князя на Білому Ковелі та Смолянах, старости больніцького» Ян Ґлуховський.
Імовірно, Казімєж Антоній був послом від Оршанського повіту на пацифікаційний сейм 1699 року. Брав також участь у засіданнях зимової каденції сейму 1701/1702 років. Король Август II Фрідріх, намагаючись створити противагу партії Сапігів у Литві, 17 січня 1702 року надав йому посаду маршалка надвірного литовського, присягу він склав 20 січня 1702 року. Ця посада нібито раніше була обіцяна Казімєжу Міхалу Пацу, тому литовські посли мали намір просити короля відкликати номінацію Санґушка й віддати маршальський жезл Пацу. Сам Пац погрожував зірвати сейм, якщо Казімєж Антоній не відмовиться від посади. Зрештою, останній зберіг уряд за собою.
Влітку 1703 року, після винесення вироку Александру Павлу Сапізі, Казімєж Антоній був номінований королем на посаду маршалка великого литовського. Проте, під натиском Огінських король мусив невдовзі відмовитися від його кандидатури.
Санґушко вважався прихильником Августа II, хоча й не брав активної участі в громадському житті, зосереджуючись на майнових справах. Особливо він дбав про торгівлю з Ґданськом і Крулевцем, збудував численні склади та зерносховища. Він запам'ятався як наполегливий учасник численних судових процесів щодо боргів і прострочених поставок.
Помер Казімєж Антоній у Білій Підляській 30 травня 1706, був похований 15 червня.

## Маєтності та фундації
За заповітом матері, складеним 1691 року, весь маєток перейшов у власність до Казімєжа Антонія та його брата Павла Кароля. Старший брат розпоряджався ним до середини 1700 року. Він отримав староства підусвятське та больніцьке, останнє він мав передати братові після досягнення ним повноліття або виплатити йому грошовий еквівалент, проте, здається, цієї умови він не виконав.
За проведеним 18 червня 1700 року поділом маєтків Казімєж Антоній отримав Раків у Мінському воєводстві, Крупки, Неклюдове і Обольці в Оршанському повіті Вітебського воєводства, Страхувку в землі Лівській, палац у Варшаві на Краківському передмісті та садибу у Скаришеві. Тривалі судові процеси та витрати, понесені під час одруження з Броніславою з Пєньонжеків, призвели до того, що йому довелося віддати частину свого майна та продати Підусвятське староство. Від скрути врятував посаг дружини, який приніс йому Остроменчин, Носів і Вітулин на Підляшші.
Казімєж Антоній Санґушко 1702 року заснував василіянський монастир у Ракові при православній церкві Преображення Господнього. Він також наділив монахів селом Кучкуни і 300 злотими річного доходу. Біля православної церкви був притулок для бідних, подарований Санґушками та Заярськими.

## Сім'я
18 лютого 1706 року в Крулевці Казімєж Антоній узяв шлюб із Броніславою, донькою воєводи сєрадзького Яна Хризостома Пєньонжека. Імовірно, вже після смерті надвірного маршалка народилася донька, яка померла в дитинстві. Вдова вийшла заміж за брата Санґушка — Павла Кароля.